# Toowoomba
Toowoomba é uma cidade australiana do estado de Queensland. Localiza-se a 132 km ao oeste de Brisbane. Sua população é de 113.687 habitantes (2003). A cidade é conhecida como the Garden City (a Cidade Jardim).

## Ligações externas

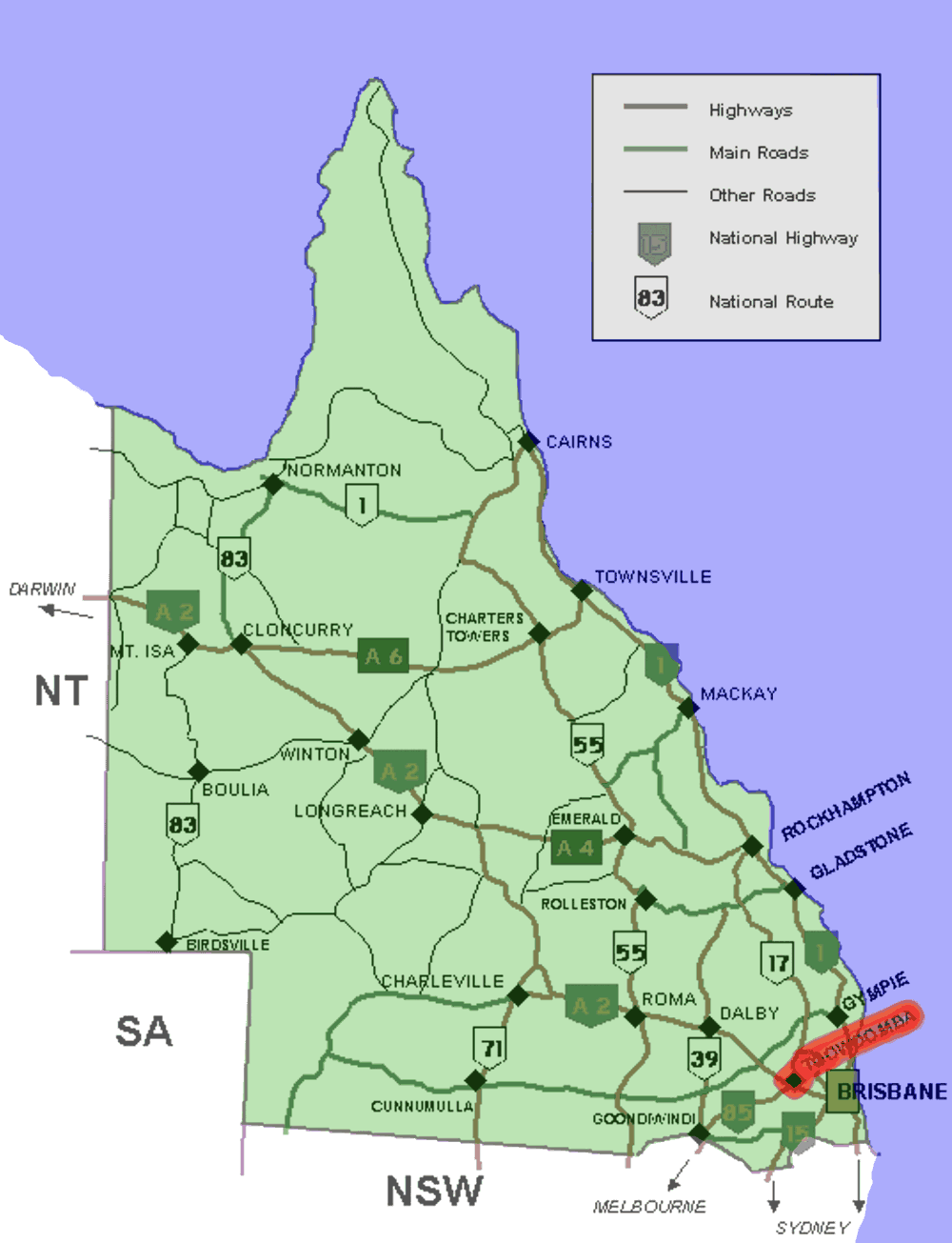
Toowoomba em Queensland.